# Tricellina gertschi
Genre
Synonymes
- Tricella Forster & Platnick, 1981 nec Daniels 1975

Espèce
Synonymes
- Tricella gertschi Forster & Platnick, 1981

Tricellina gertschi, unique représentant du genre Tricellina, est une espèce d'araignées aranéomorphes de la famille des Anapidae.

## Distribution
Cette espèce est endémique du Chili. Elle se rencontre dans les régions d'Araucanie et des Lacs.

## Description
Le mâle holotype mesure 1,08 mm.

## Étymologie
Cette espèce est nommée en l'honneur de Willis John Gertsch.

## Publications originales
- Forster & Platnick, 1981 : A textricellid spider from Chile (Araneae, Textricellidae). Bulletin of the American Museum of Natural History, no 170, p. 263-270 (texte intégral).
- Platnick, 1989 : Advances in Spider Taxonomy 1981-1987: A Supplement to Brignoli's A Catalogue of the Araneae described between 1940 and 1981. Manchester University Press, p. 1-673.